# Antheroporum
Genre
Antheroporum est un genre de plantes à fleurs dicotylédones de la famille des Fabaceae, sous-famille des Faboideae, originaire d'Asie, qui comprend trois espèces acceptées.

## Liste d'espèces
Selon Catalogue of Life (25 octobre 2018) :
- Antheroporum glaucum Z.Wei
- Antheroporum harmandii Gagnep.
- Antheroporum pierrei Gagnep.